# Condado de Park (Colorado)
O Condado de Park é um dos 64 condados do Estado americano do Colorado. A sede do condado é Fairplay, que é também a sua maior cidade. O condado tem uma área de 5726 km² (dos quais 26 km² estão cobertos por água), uma população de 14 523 habitantes, e uma densidade populacional de 2,5 hab/km² (segundo o censo nacional de 2000). O condado foi fundado em 1 de novembro de 1861 e recebeu o seu nome porque a bacia denominada South Park ocupa a maior parte do seu território.